# Museo civico di Barletta
Il museo civico di Barletta nacque a fine Ottocento con una prima collezione di reperti archeologici donati dai cittadini e collocati nella biblioteca comunale. Nell'arco di un ventennio il nucleo originario si arricchì di dipinti di artisti barlettani: Giovanni Battista Calò, Geremia Discanno, Giuseppe De Nittis, Vincenzo De Stefano, Francesco Antonio Lapegna, Giuseppe Gabbiani . Con le successive donazioni le raccolte assunsero maggiore consistenza, grazie al legato di Léontine De Nittis, alle opere autografe e di collezione di Gabbiani, all'acquisizione delle opere di Raffaele Girondi, fino alla donazione di Ferdinando Cafiero avvenuta nel 1936. Dal 1929 il Museo ha avuto sede nel complesso dell'ex convento San Domenico e dal 2003 è stato riaperto nelle sale del castello di Barletta.
L'area espositiva del primo piano è articolata il tre sezioni: 
- "galleria Antica", con opere di Luca Giordano, Francesco Solimena e Francesco De Mura;
- "galleria dell'Ottocento", con opere di pittura raccolte dal collezionismo locale, che comprendono in particolare artisti napoletani, tra cui Gioacchino Toma, Eduardo Dalbono, Giuseppe Cammarano, Francesco Paolo Michetti;
- "galleria di Ferdinando Cafiero".

## Galleria Antica

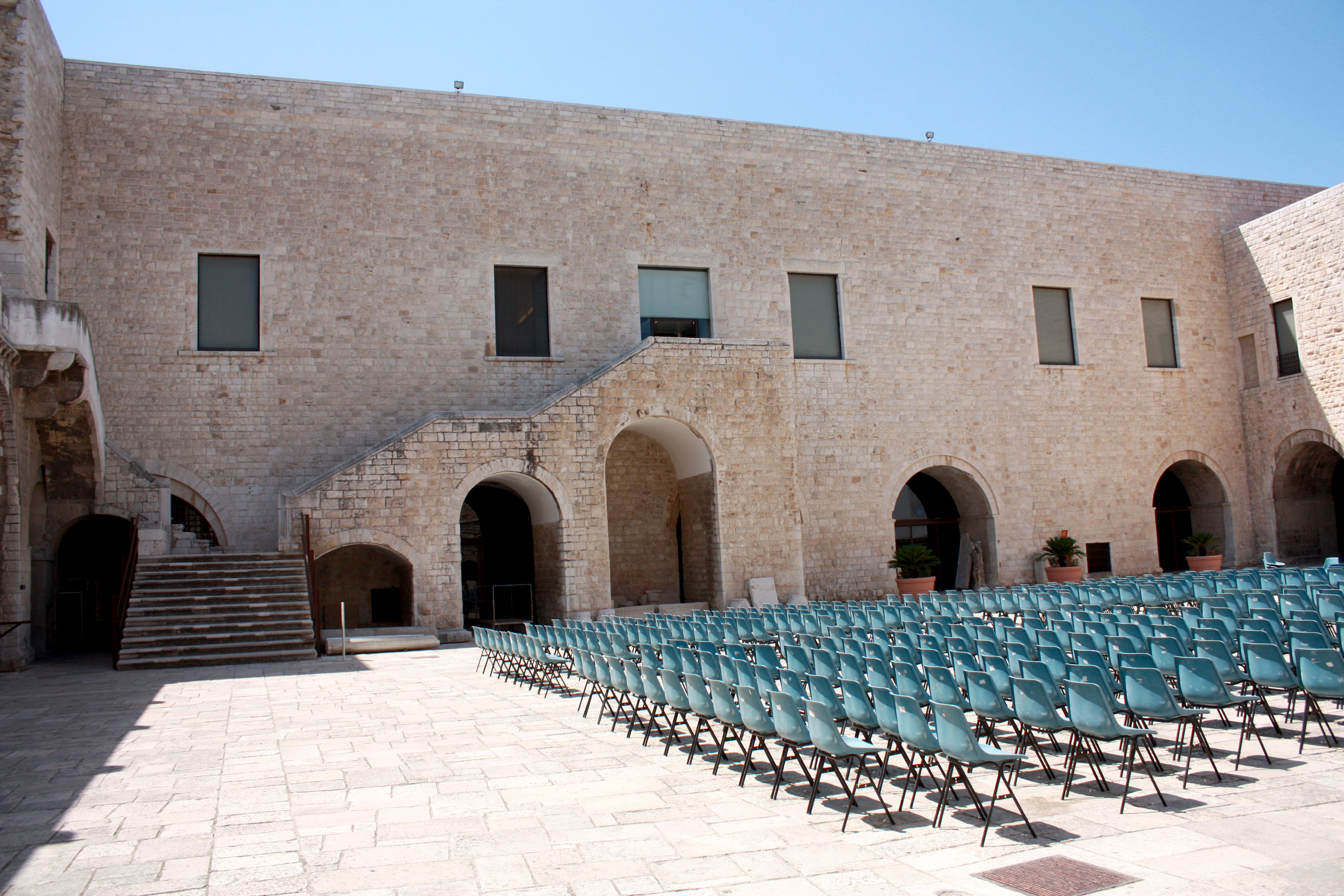
La scala monumentale che conduce all'ingresso del museo civico.

Comprende più di 50 opere databili fra la fine del Trecento e la seconda metà del Settecento, provenienti in gran parte dal lascito di Giuseppe Gabbiani: nove olii di Francesco De Mura, tre di Francesco Solimena e di Andrea Vaccaro, due di Luca Giordano, Cesare Fracanzano e Andrea Belvedere, oltre ai dipinti di Giuseppe Recco, Giambattista Tiepolo, Mattia Preti, Anton Raphael Mengs. A questi si aggiungono i soggetti religiosi di Giacinto Diano e Paolo De Matteis.
Tra i temi più rilevanti, quello della Madonna con il Bambino, esemplificato dai dipinti del Maestro della Santa Barbara a Matera, e da quelli di scuola raffaellesca e leonardesca; la natura morta è rappresentata dalle opere di Giuseppe Recco e Andrea Belvedere, interpreti dell'arte seicentesca dei "Fioranti". Al Barocco si collegano le opere a carattere religioso firmate da Luca Giordano così come l'iconografia della Maddalena nei dipinti di Andrea e Nicola Vaccaro. Altrettanto imponente, al termine del percorso, il nucleo di opere dedicate al Settecento, esemplificato da artisti come Francesco Solimena e Francesco De Mura.
Anton Raphael Mengs e Francesco Solimena chiudono la galleria antica sul tema della pittura di corte: entrambi ritraggono Carlo di Borbone, restituendo due diverse immagini ufficiali del sovrano.

## Galleria dell'Ottocento
Attraverso gli oltre 40 dipinti rappresenta l'occasione per conoscere la produzione di tre artisti barlettani (Gabbiani, De Stefano e Girondi) quasi contemporanei di De Nittis, tutti allievi di Giambattista Calò. Nella sala dedicata a Giuseppe Gabbiani, oltre alle opere autografe, è possibile ritrovare i linguaggi artistici, tra gli altri, di Toma, Netti, Dalbono, Irolli, Palizzi, Cammarano, Ciletti, Pio Joris, Postiglione. Nel nucleo di Vincenzo De Stefano il percorso artistico si sofferma sui nudi, i disegni plastici, il paesaggio.
La galleria dell'Ottocento si conclude nella "sala Girondi", sul tema delle sperimentazioni sul paesaggio dal vero colto nelle campagne barlettane, nelle vedute veneziane, negli ambienti parigini.

## Galleria di Ferdinando Cafiero
Comprende una selezione degli oggetti raccolti da Ferdinando Cafiero: oggetti in legno, argento, ferro, bronzo, rame, marmo, ceramica, terracotta, dipinti, stampe e incisioni, documentando, nel rispetto delle intenzioni del collezionista, la storia dell'artigianato italiano.

## Dati affluenza Castello e Museo Civico
Vengono elencati i dati dell'affluenza delle visite presso il Castello di Barletta e il relativo Museo Civico.
| Anno | Presenze |
| ---- | -------- |
| 2006 | 28.767   |
| 2007 | 20.431   |
| 2008 | 16.630   |
| 2009 | 15.511   |
| 2010 | 14.947   |